# 小浜公園
小浜公園（おばまこうえん）は、福井県小浜市の大正時代に設置された公園。小浜湾に面した海望山の東麓にあって、梅田雲浜、山川登美子、佐久間勉など小浜ゆかりの人物の碑や像が散在し、展望台からは小浜市街や内外海半島・大島半島が眺望できる。

## 歴史

### 江戸時代の小浜の名勝

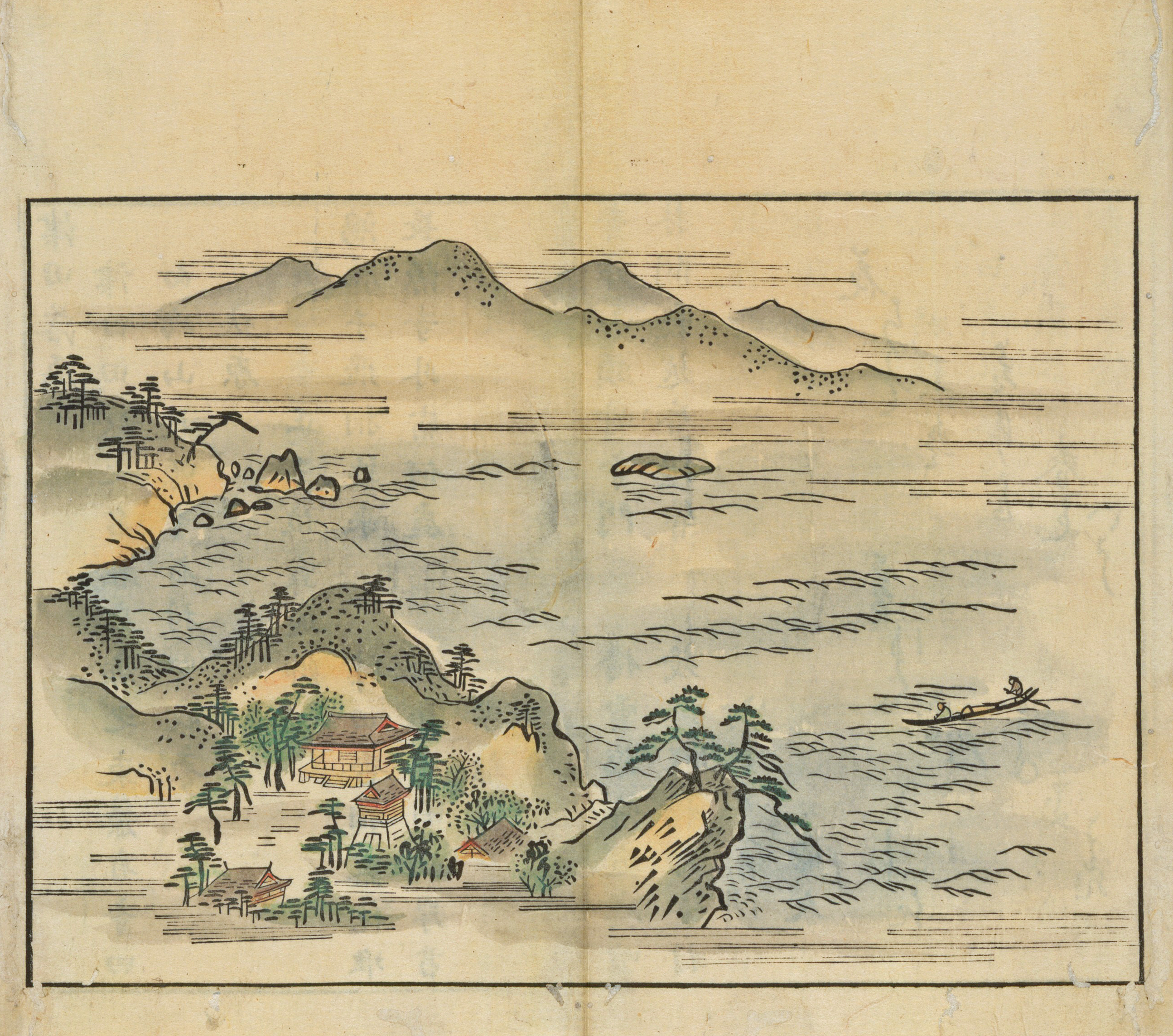
江戸時代の雲浜八景「青井晩鐘」

江戸時代、17世紀半ばには瀟湘八景になぞらえた独自の景勝地として「若狭八景」と呼ばれたものがあり、元禄期になると21世紀現在の小浜公園の近傍は、背後にある青井山（海望山）とともに、「青井晩鐘」としてこの「若狭八景」ひとつに選ばれていた。さらに正徳（1711-1716）年間に小浜で刊行された詩画集『若州雲浜八景』には、後瀬山、雲浜城（小浜城）、小浜湾に浮かぶ二子島、久須夜ヶ岳などとともに、「青井晩鐘」として青井山と高成寺などが描かれている。

### 公園の開設

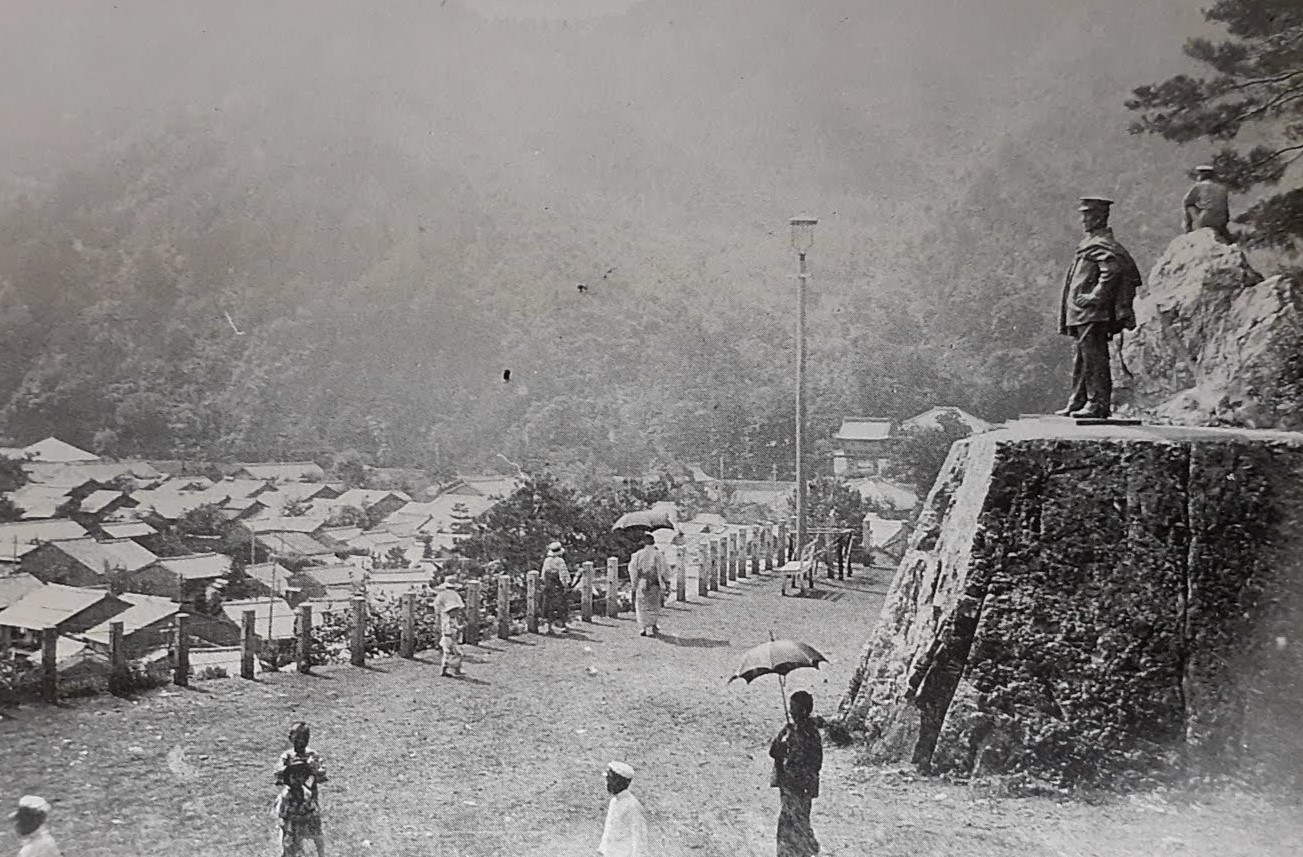
小浜公園（1917年）

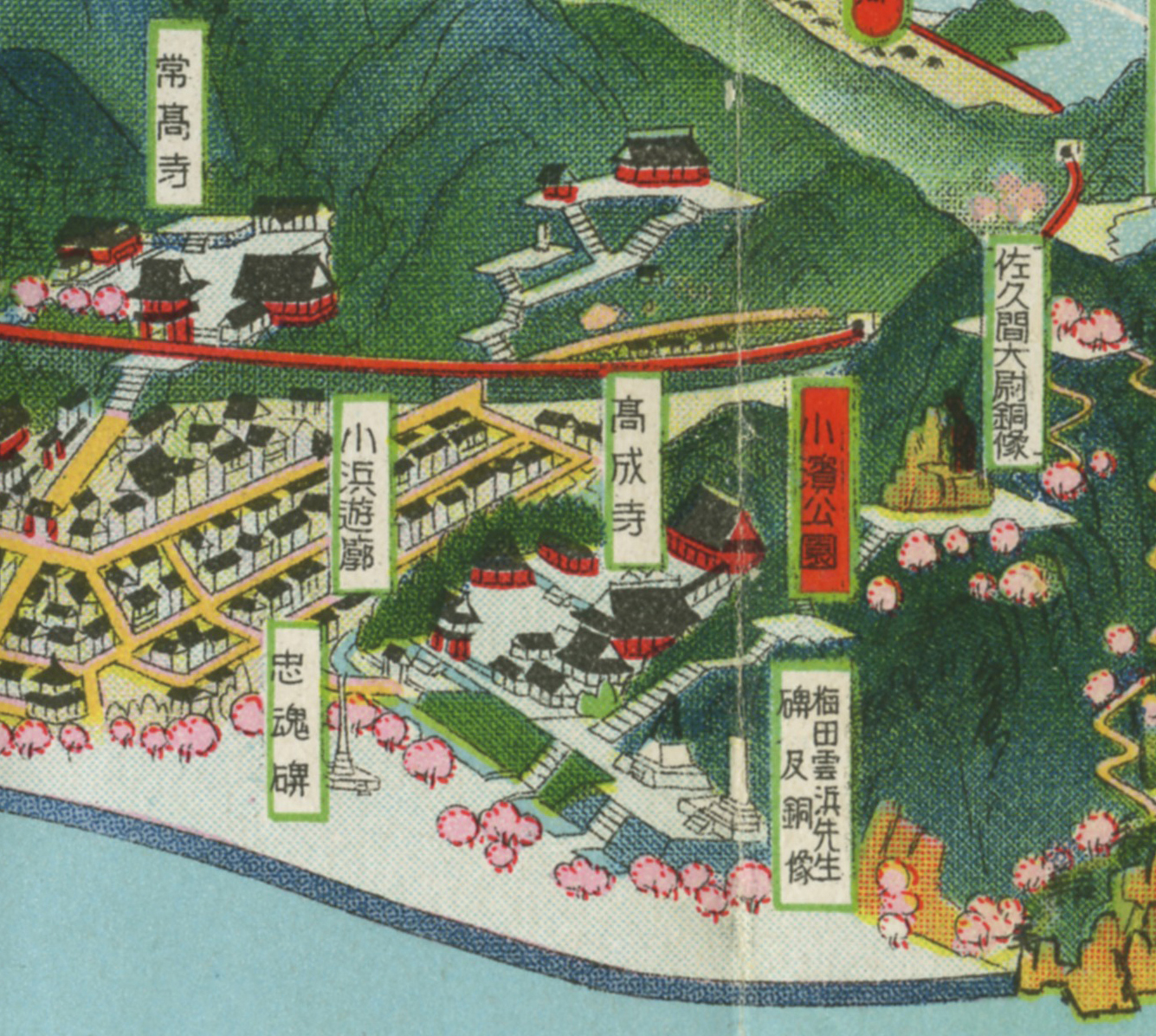
昭和初期の小浜公園（小浜町鳥瞰図　部分）

小浜公園の設営は、直接には大正天皇即位を記念した事業の一環として行われた。小浜町香取から今富村（1951年に合併し小浜市）青井の海望山麓に至る海岸を埋立て、海望山の一部を開削して公園にする工事が1913年（大正2年）度から1915年（大正4年）度にかけて行われ、経費1万9千円余はすべて寄付金で賄われた。
公園開設とその寄付金募集活動の中心となったのは、「小浜実業会」（会長山口嘉七）であった。公園の計画はそれ以前にも課題となっていたものの好機がなく、この頃佐久間艇長像の建設地を選定中であった海軍に働きかけて銅像設置が実現することとなった。小浜線の敷設がようやく日程にのぼってくる中で、鉄道旅客の小浜に誘致する地域振興策であった。
公園開設以来、昭和の初期までは秋の放生祭の時期に毎年大きな小屋が建ち、サーカス、動物園、曲芸師らが興行を行うようになり、祭の後も1週間程は興行が続いた。茶碗や植木を扱う店もともに興行し、近隣の各学校から教師引率のもと生徒が見学に訪れるなど、まちの賑わいの中核となった。1954年（昭和29年）にはベビーブーム世代に対応して小浜公園内に第四保育所が開設され、1975年（昭和50年）に白鳥地区に建設された福祉センターに小浜第二保育所が併設されるまで運営された。

### 公園の改修
1977年（昭和52）3月より、小浜市は3か年計画で公園の改修に取りかかった。市民憩いの場、また観光名所として位置づけられていた公園が手狭になったことや、遊具が少なかったためである。総事業費は7000万円余を予定し、公園の一角にあった小浜市立第四保育所と民家2戸を移転させ、面積を6,000平方メートルから、10,000平方メートルに拡張するとされたが、2014年（平成26年）時点で6,200平方メートル。当初広場には、新たにローラースケートができるローラースタジアムを設け、公園の南側に芝生公園、各種遊具を揃えるとされていた。
小浜市勢やおばま広報にも「こうなる小浜公園」として完成図が示されている。
翌1978年（昭和53）12月には、公園入口に、若狭湾の奇勝・蘇洞門（そとも）の大門、小門を模した門が据えられた。これは小浜市内のアウトピアーオバマ社長が製作したもので、高さ5メートル、幅4メートルの鉄筋コンクリート造り、入口は、大門、小門に倣い、大人用（高さ3メートル、幅2メートル）、子ども用（高さ1.5メートル、幅0.8メートル）が設けられた。

## 施設・設備
桜の名所としられ、敷地内には東屋が建つ。その他の設備は以下の通り。
- 芝生自由広場
- 遊具 - 2連結ブランコ、滑り台、象形遊具
- トイレ
- 展望台
  - 星の広場 - 天体観測のために展望台の先に設けられた広場で、愛地球博に出品されたオブジェ「地球と握手 in 愛地球博」が設置されているほか、休憩スペースがある[17]。

## 公園にある碑や像
●は、現存しないもの。
 • 梅田雲浜碑
1897年（明治30年）11月3日除幕式。碑面の題字は山県有朋、横面の碑文は門人の行方正言、書は巌谷一六。
 • 梅田雲浜歌碑
「君か世をおもふ　こゝろの一すちに　わか身ありとも　おもはさりけり」　梅田をちきみのうた　登美 - 1943年（昭和18年）11月14日除幕式。雲浜の歌が1942年（昭和17年）11月、愛国百人一首に選ばれたのを機に雲浜先生事蹟保存会が建設。書は姪の山田登美子。
 • ●梅田雲浜銅像
1930年（昭和5年）6月22日除幕式。小浜町出身の金物商川舟喜太郎が自費で建設。銅像は台石ともに1丈1尺（3.3メートル）。戦時下の金属供出によって1944年（昭和19年）1月撤去。
 • ●佐久間勉銅像（1914年）
1914年（大正3年）8月3日の小浜公園の開園式と同時に除幕式。東京の旧小浜藩主酒井家邸にあった銅像建設事務所から舞鶴鎮守府をへて1913年（大正2年）8月に回漕、一時小浜尋常高等小学校内に保管し、1914年（大正3年）7月に青井山腹に据え付けた。 戦時下の金属供出によって1944年（昭和19年）1月撤去。
 • 佐久間勉銅像（1959年）
1959年（昭和34年）4月15日除幕式。作者は、笠原行雄・原卓美。
 • 山口嘉七碑

 • 山川登美子歌碑
「いく尋のなみはほをこすくもにゑみ　北国人とうたはれにけり」 - 海望山中腹にある歌碑で1950年（昭和25年）12月27日除幕式。「小浜町萃篁会土田若洲氏（元小浜町長）ら」が私費を投じて建設したとある。書は、小浜出身の海軍大佐土田数雄（-1959年）。
「髪なかき少女とうまれしろ百合に　額は伏せつゝ君をこそ思へ」- 小浜公園東端案内板の近くにある歌碑。2000年（平成12年）4月、「若狭を謳う」実行委員会が設置。
 • 上田三平碑
書は、平泉澄。上田三平（1881-1950）は、小浜町羽賀生まれ。1904年（明治37年）福井県師範学校卒業。同校訓導として福井県下で教授法研究、教師教育に取組む。1917年（大正6年）から石川県、内務省、文部省等の史蹟名勝天然記念物を調査し、薬園史の研究にも成果をあげた。
 • ●忠魂碑
1929年（昭和4年）6月25日除幕式。「小浜町鳥瞰図」に描かれており、昭和天皇の御大典記念として建設された。。
 • 忠霊碑
1956年（昭和31年）11月18日除幕式。

碑や像
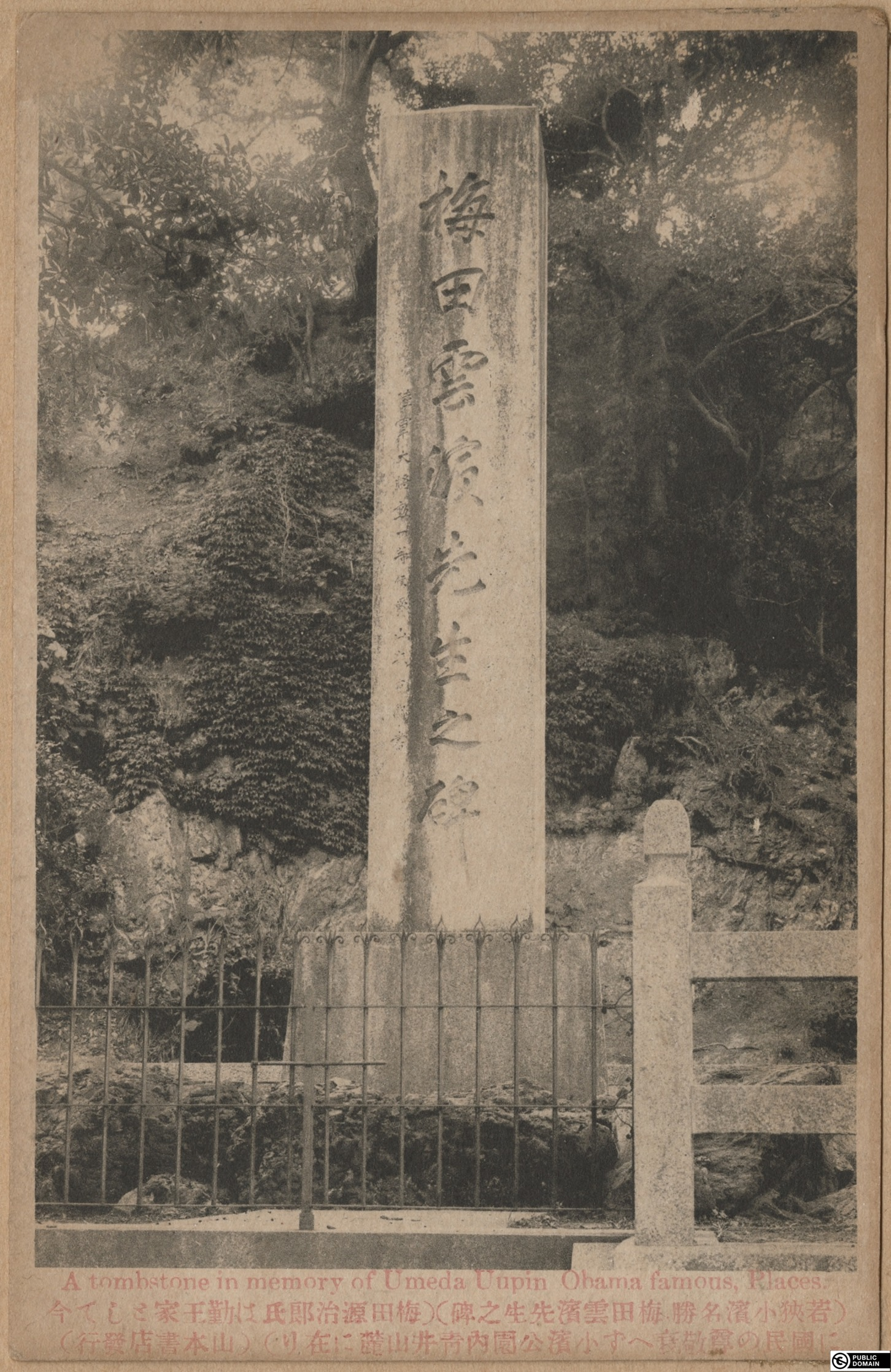
梅田雲浜の碑（絵葉書）
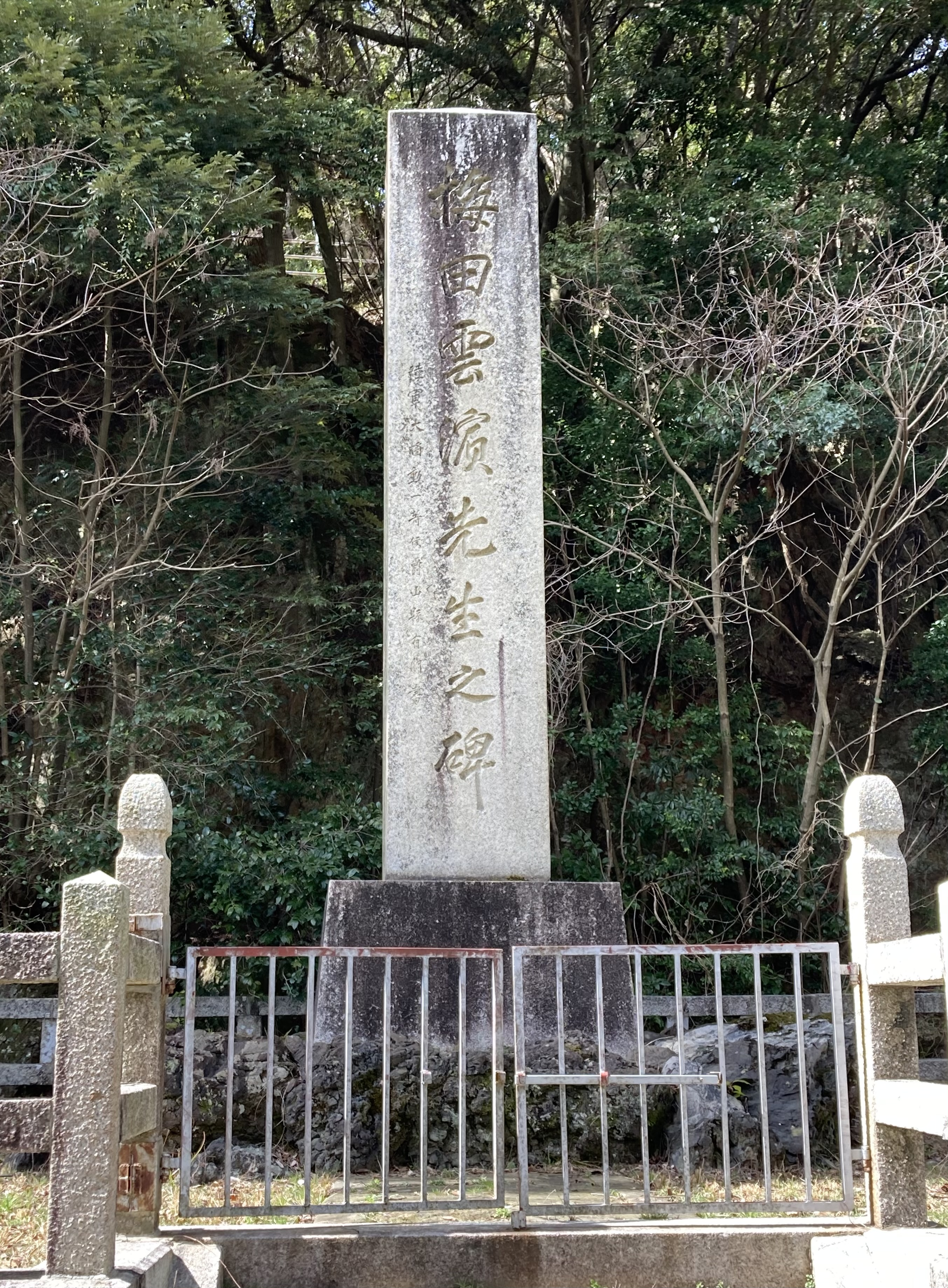
梅田雲浜の碑（2021年）
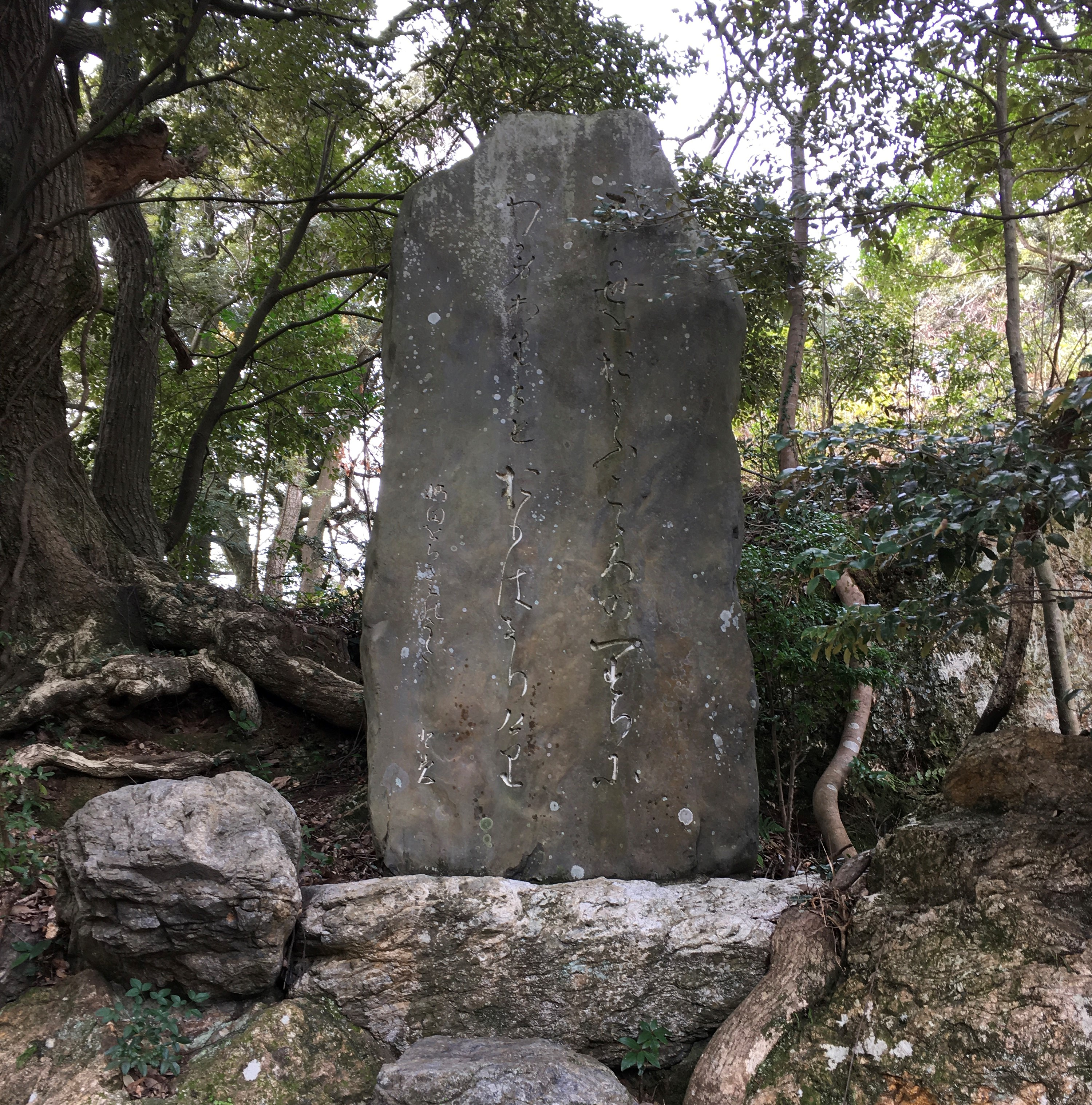
梅田雲浜歌碑
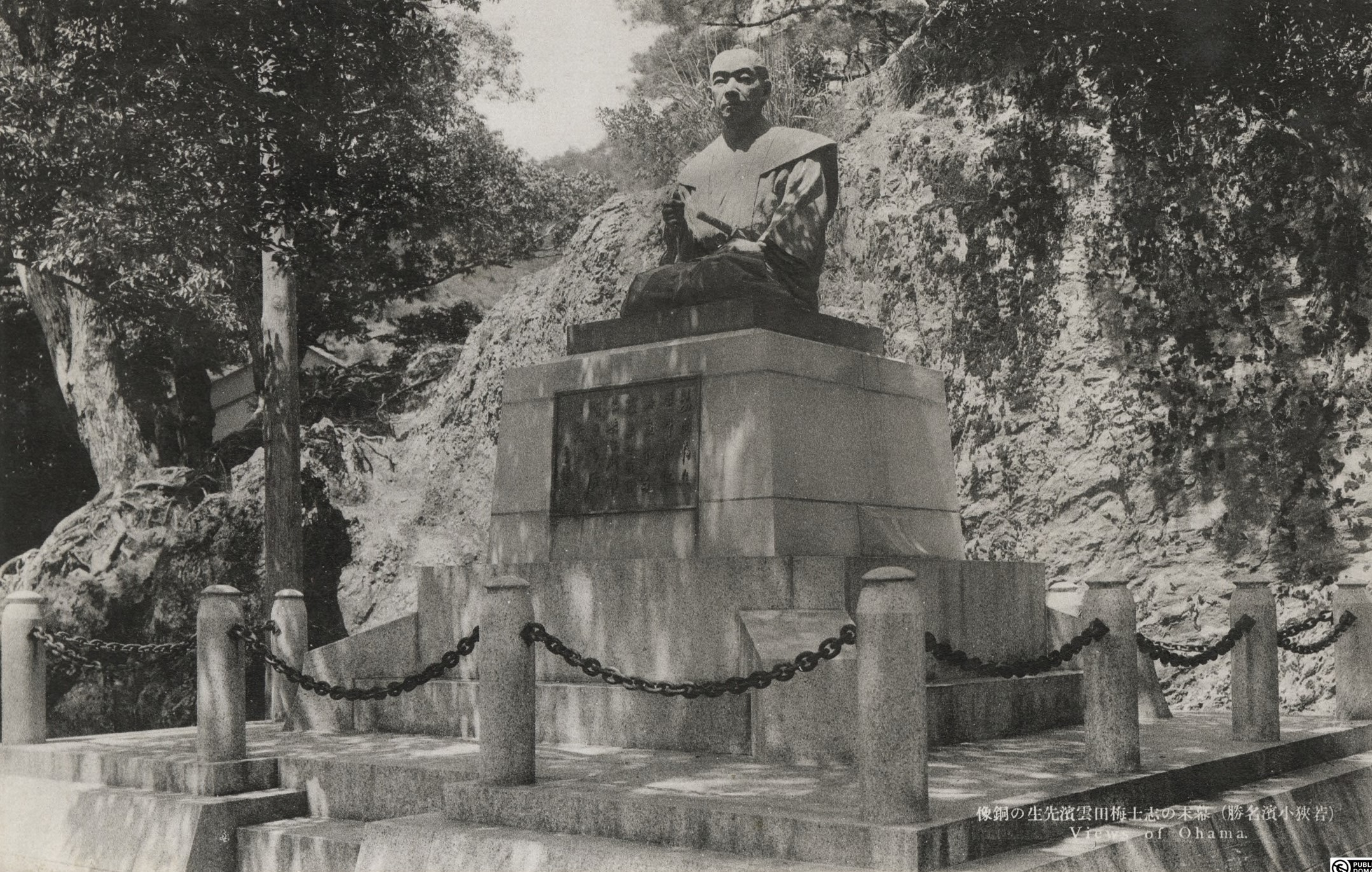
●梅田雲浜銅像（絵葉書）
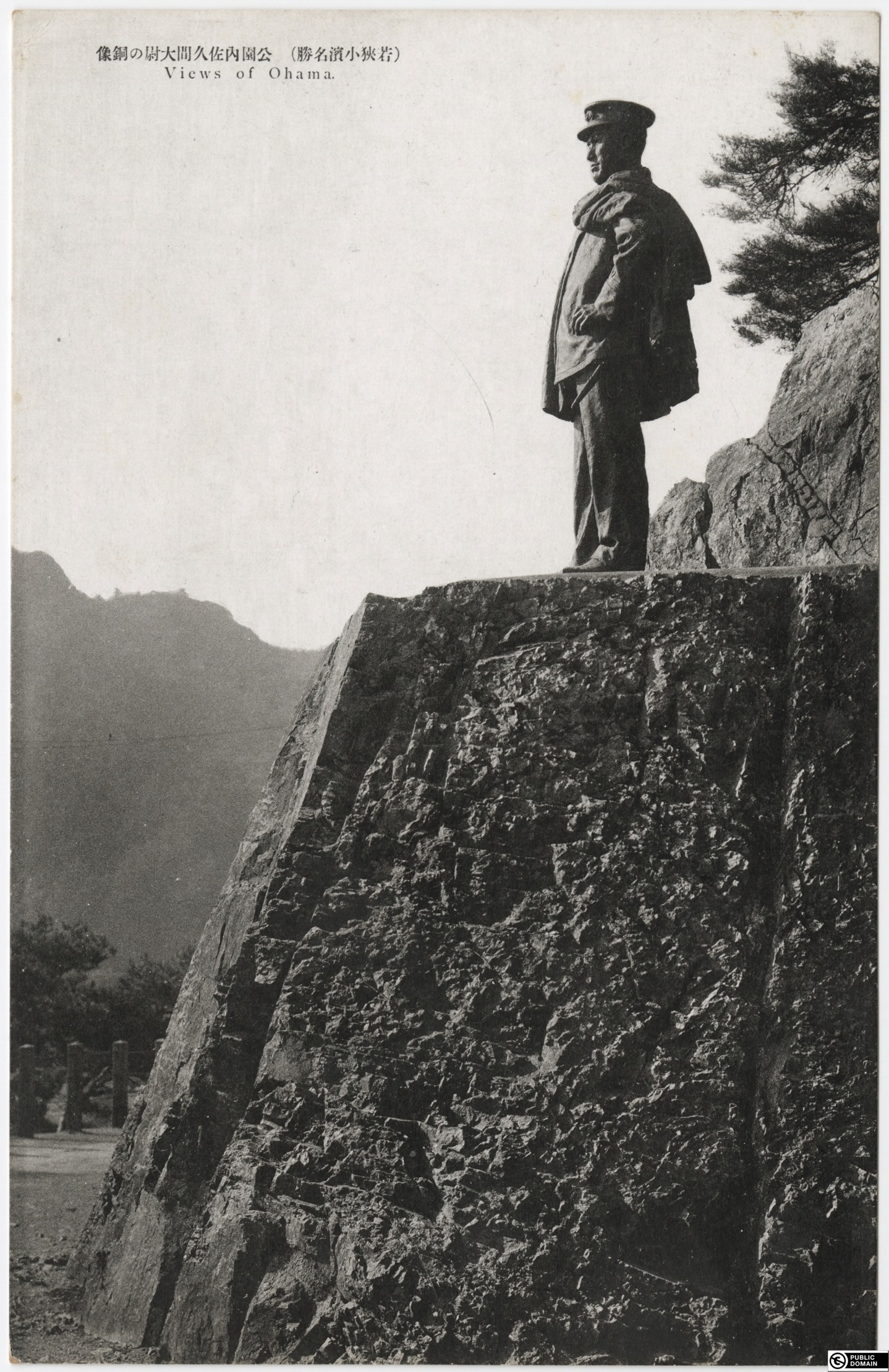
●佐久間艇長銅像（絵葉書1、1914年設置）
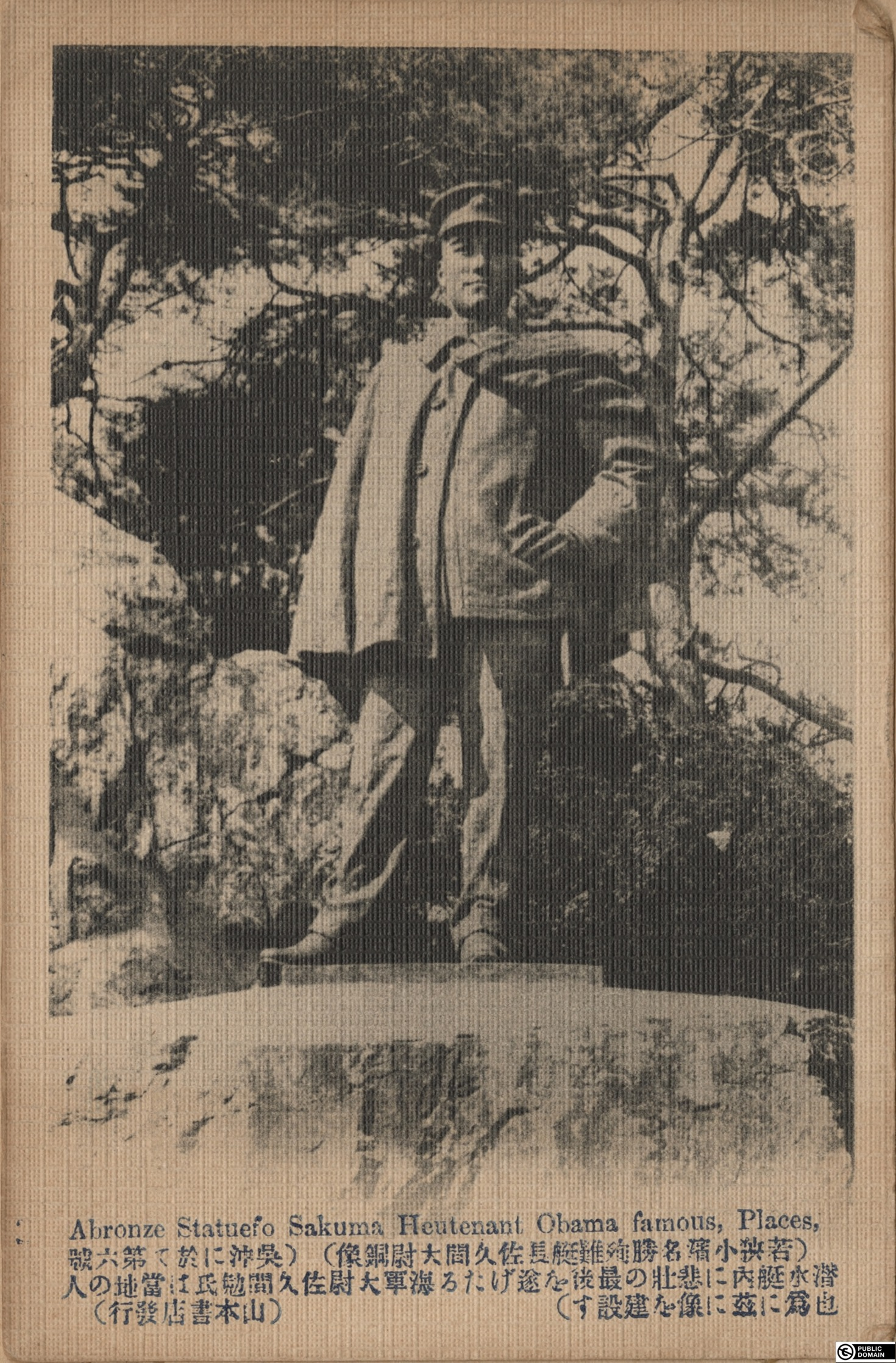
●佐久間艇長銅像（絵葉書2、1914年設置）
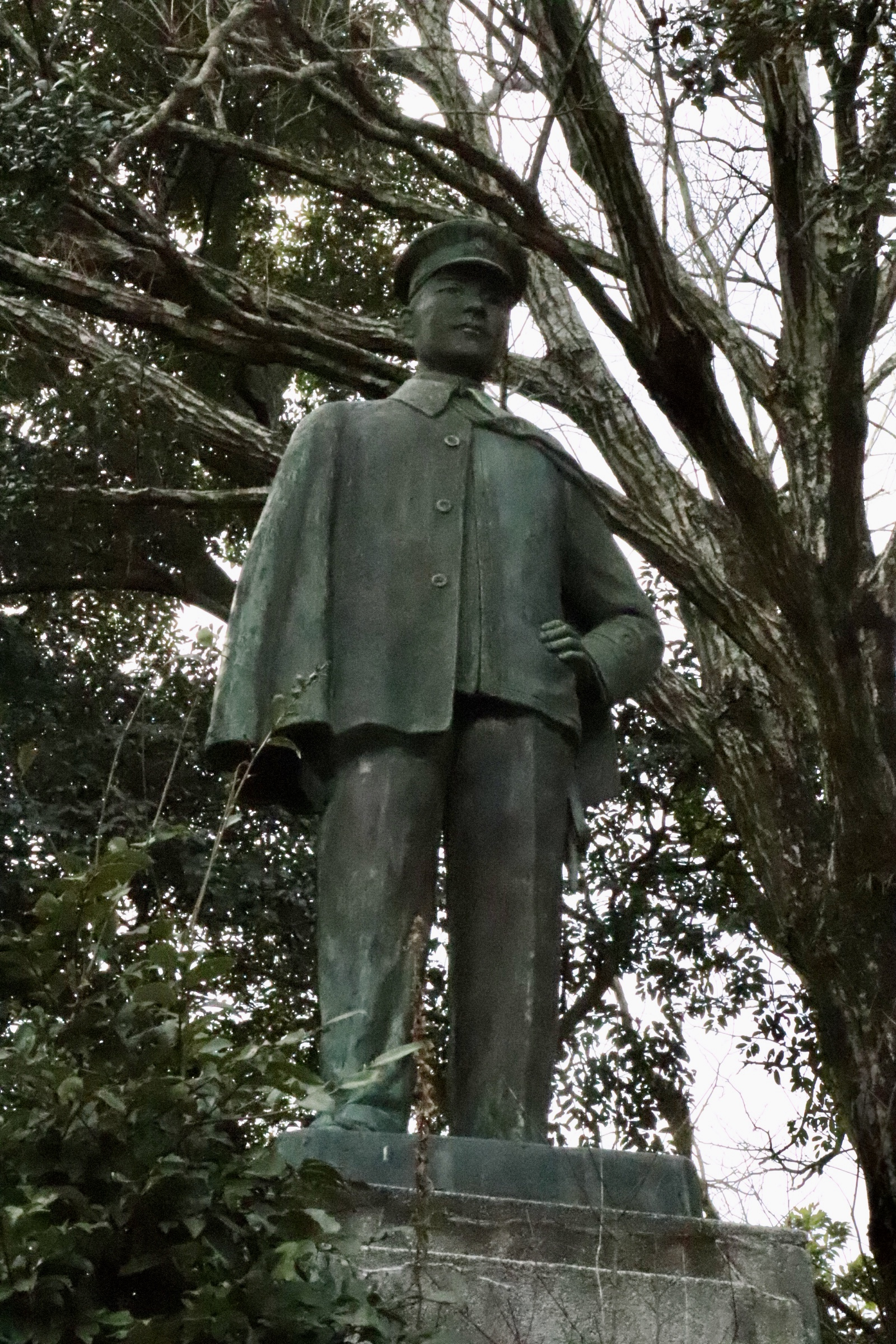
佐久間艇長銅像（2021年、1959年再建）
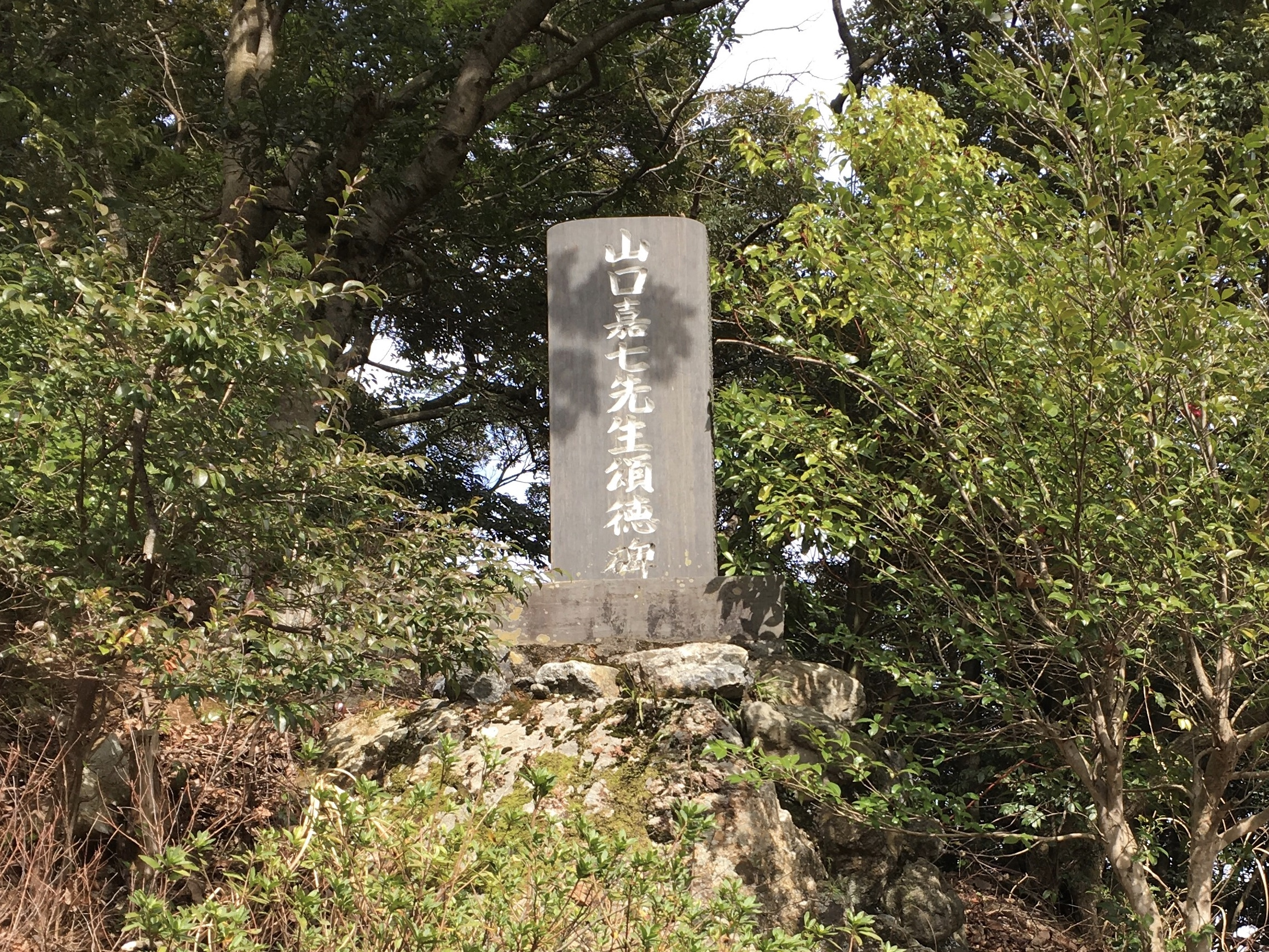
山口嘉七先生頌徳碑
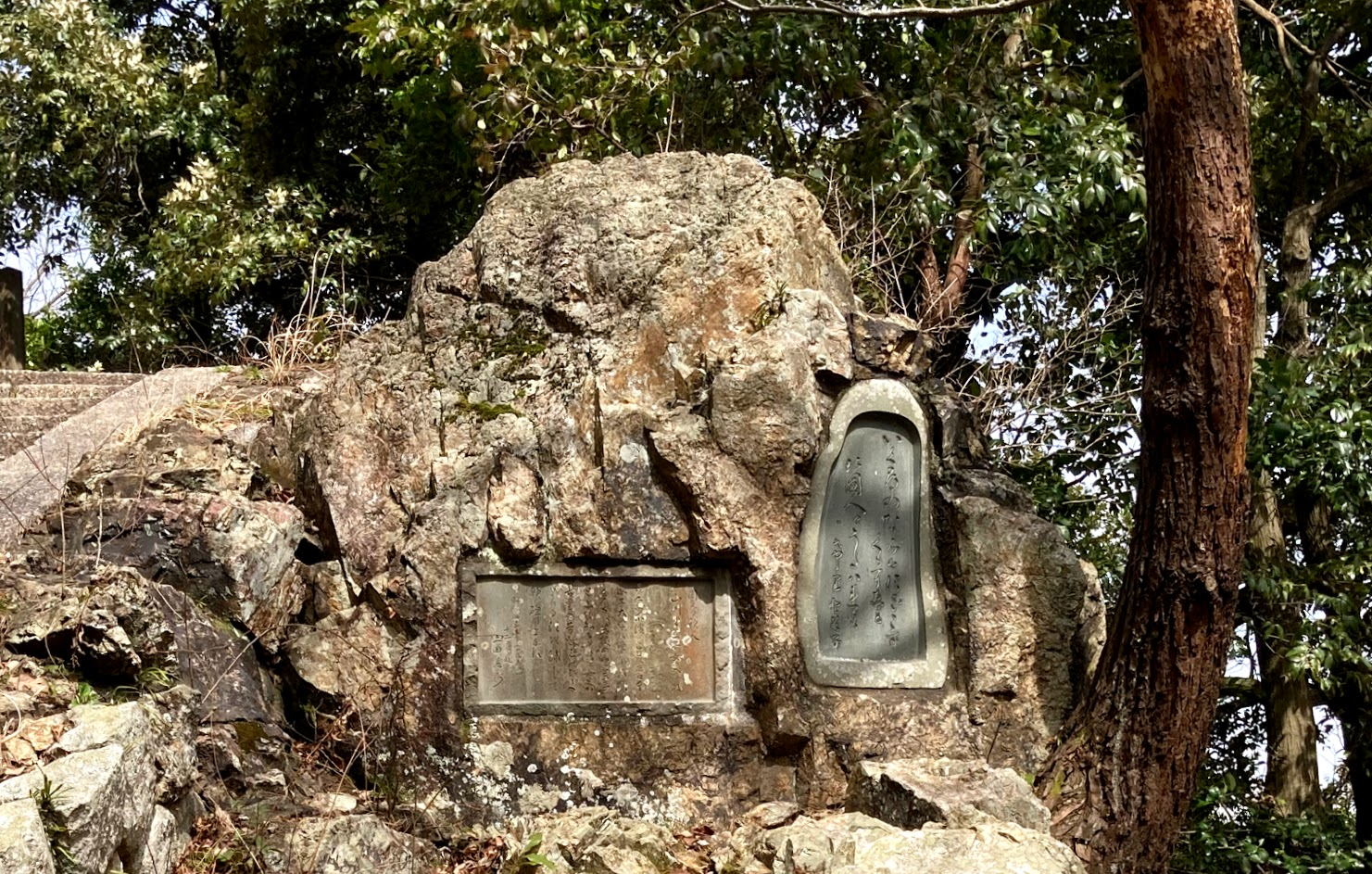
山川登美子歌碑（海望山中腹）
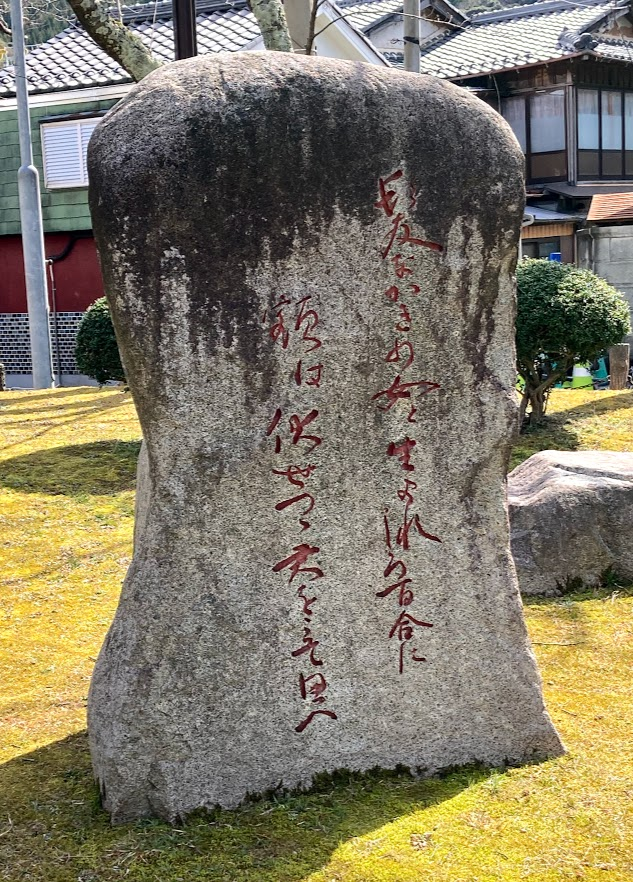
山川登美子歌碑（小浜公園東端）
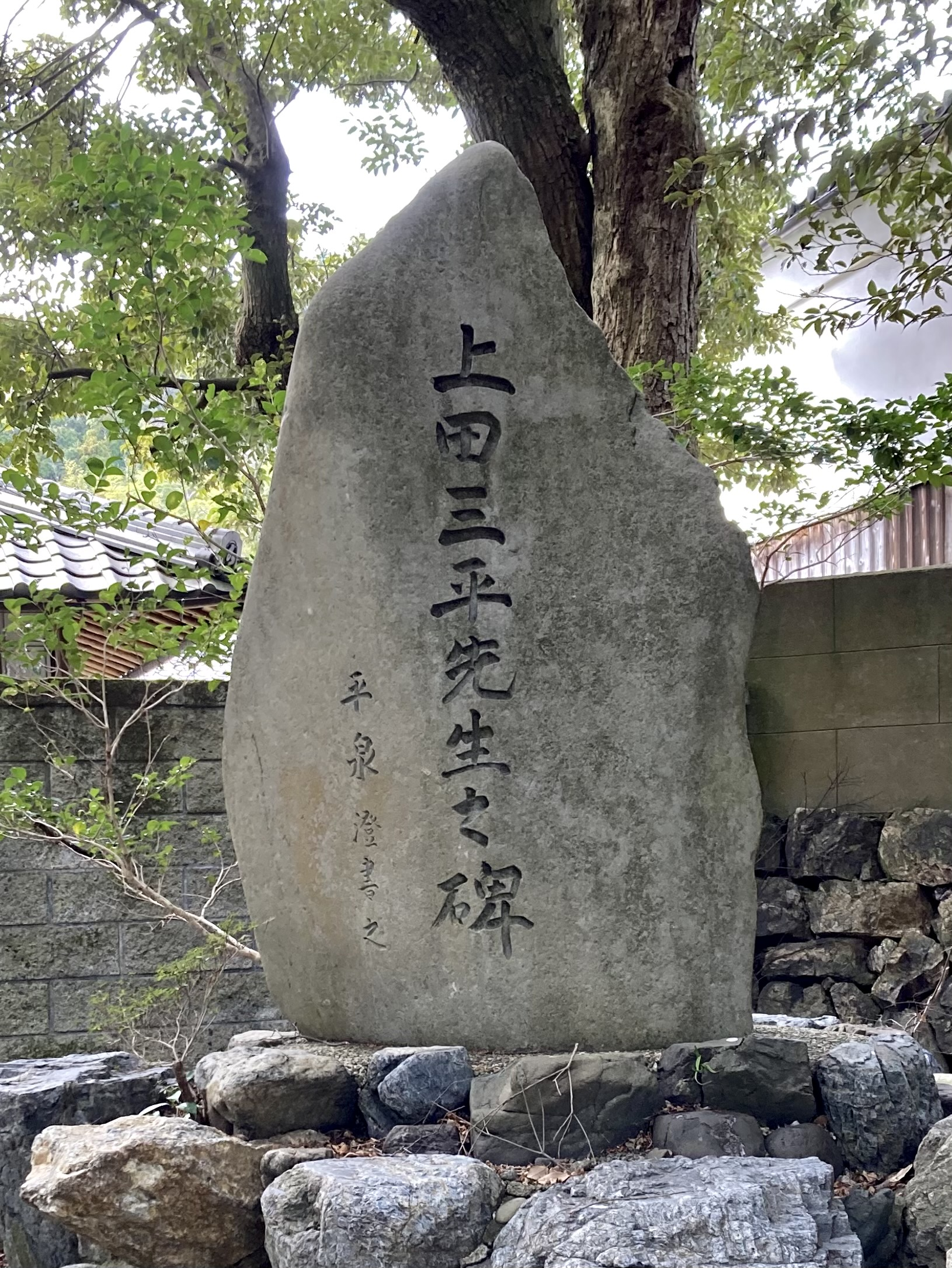
上田三平碑
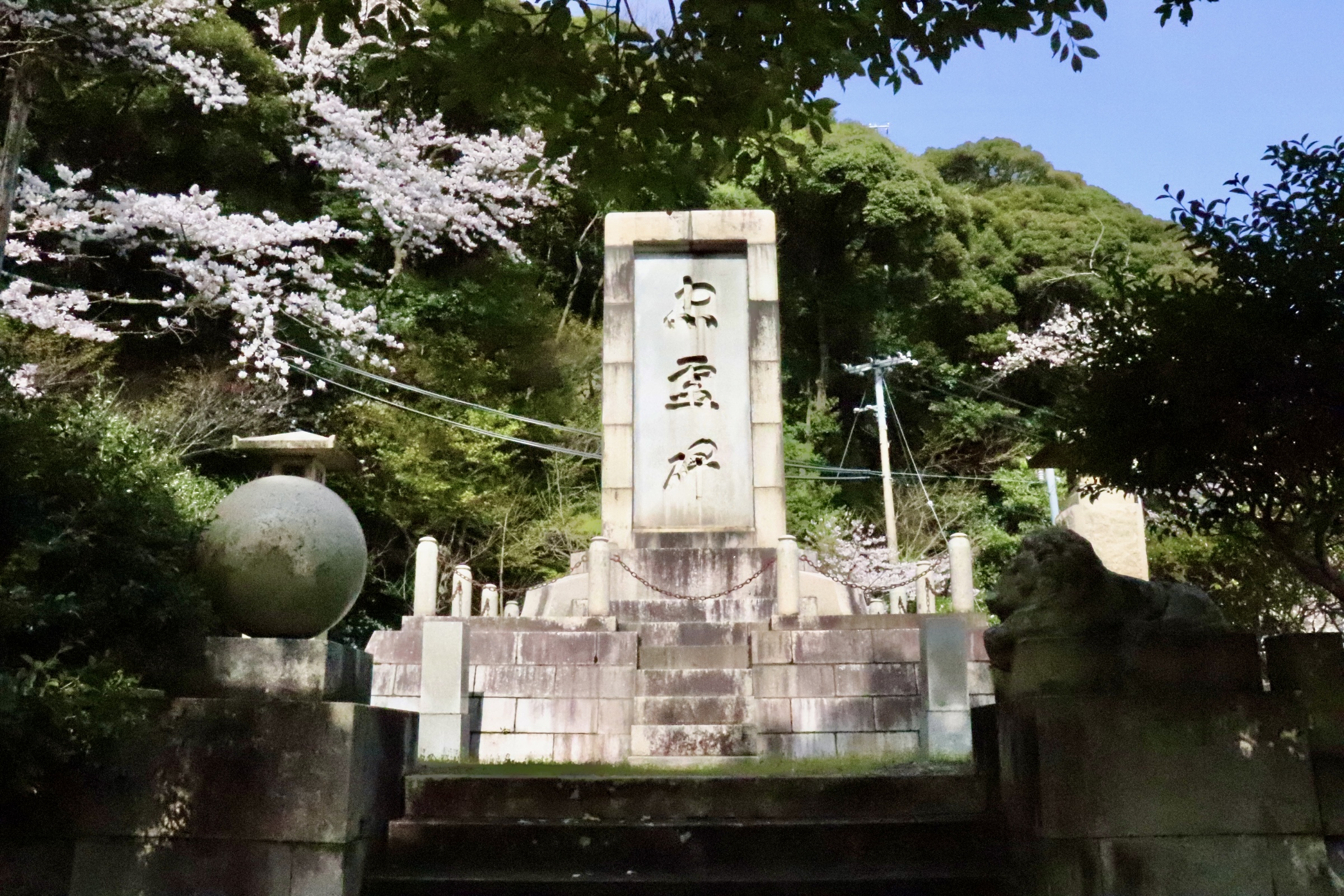
忠霊碑

景観
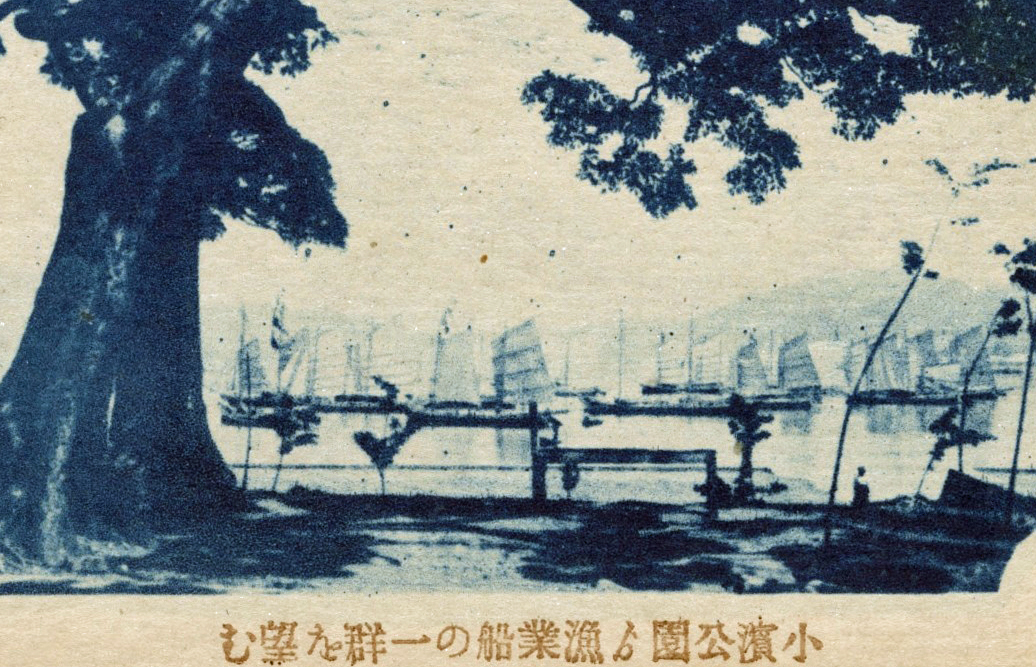
小浜公園から見た漁船群（絵葉書）
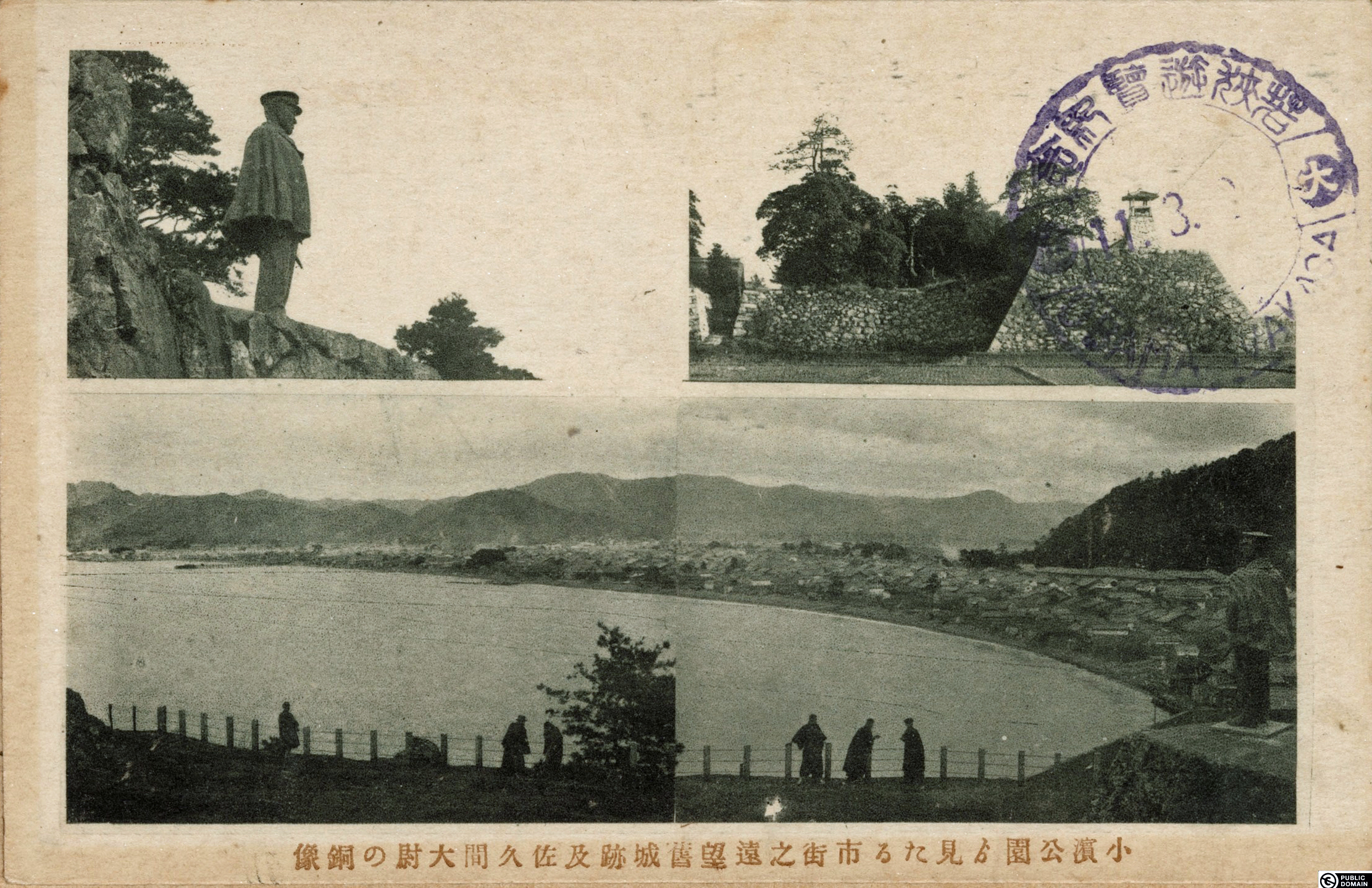
小浜公園から見た小浜町市街、小浜城跡、佐久間艇長銅像（絵葉書）
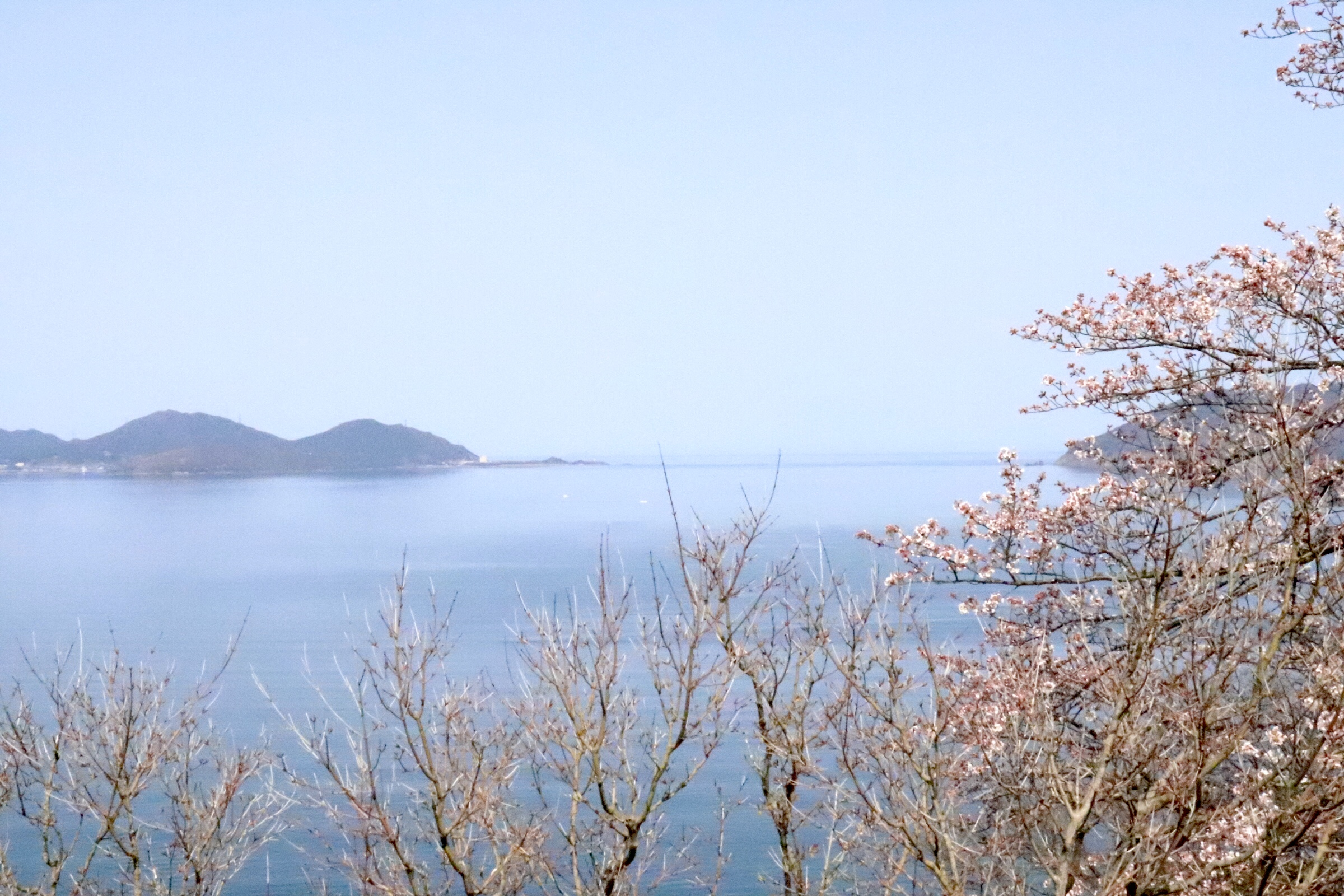
展望台近くから見た小浜湾
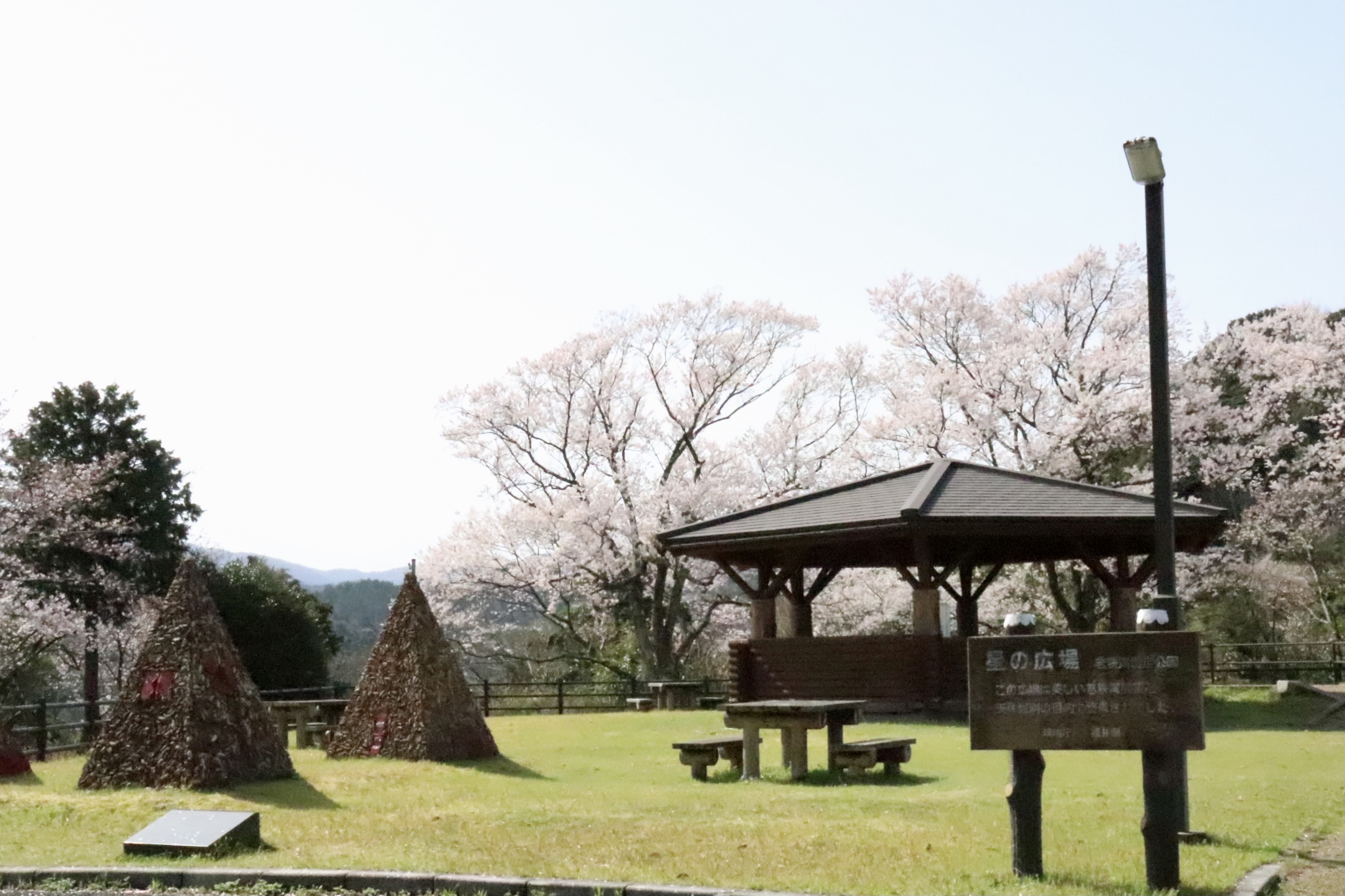
海望山（青井山）頂上にある「星の広場」

## 登場作品
『波影』 1964年 水上勉　文藝春秋新社 （『文藝春秋』1964年4-6月号） のち角川文庫
戦前戦後の三丁町を舞台にした小説。主人公の世津子は三丁町に暮らし、その家で娼妓として働く雛千代と交流しながら成長する。1965年（昭和40年）豊田四郎監督で映画化もされた。小浜公園は「公園」として数回登場し、花見でにぎわう様が描かれている。また、佐久間艇長の銅像についての感想を通して、世津子の複雑な感情が表現されている。

## 現地情報

### 所在地
- 住所 福井県小浜市香取81-1[3]
- 市街地の西端にある。海望山の東山麓に位置しており、小浜湾に面する。公園内の展望台からは、小浜市街地のほか、小浜湾を取り囲む両半島を見渡すことができる[3]。

### アクセス
- JR小浜駅から車で約5分 または　舞鶴若狭自動車道小浜インターチェンジから車で約10分[3]
- 駐車場 有り[3]

### 周辺情報
- 三丁町 - 小浜西組の西端に位置するかつての茶屋町。料亭や旅館が立ち並び、遊び茶屋として機能した。
- 空印寺 - 八百比丘尼入定洞がある。
- 常高寺 - 浅井長政の次女・初(常高院)が、夫の京極高次の菩提を弔うべく建立した。初もここに眠る[31]。
- 町並みと食の館 四季彩館 酔月 - 明治期初期の料亭「酔月」を小浜市の町並み保存対策事業の一環で整備したもの[32]。NHK連続テレビ小説「ちりとてちん」のロケ地になった。
- マーメイドテラス - 小浜市に残る八百比丘尼の伝承にちなみ、2体の人魚像が設置された海沿いのテラス[33]。かつて小浜西組と中組を隔てた堀川が真下を流れ、海に注いでいる。このテラスから小浜公園まで約800メートルの道筋が散策路として整備されている[34]。